# Rosa 'Madame Caroline Testout'
'Madame Caroline Testout' (el nombre del obtentor registrado de 'Madame Caroline Testout'® ), es un cultivar de rosa que fue conseguido en Francia en 1890 por el rosalista francés Joseph Pernet-Ducher.

## Descripción
'Madame Caroline Testout' es una rosa moderna de jardín cultivar del grupo Híbrido de té.
El cultivar procede del cruce de 'Madame de Tartas' x 'Lady Mary Fitzwilliam'.
Las formas arbustivas del cultivar tienen porte erguido bien ramificado y alcanza de 80 a 120 cm de alto con 90 cm de ancho. Las hojas de gran tamaño son de color verde oscuro y semibrillante.
Sus delicadas flores de color rosa ligero con el centro más oscuro y en los pétalos exteriores plateado. Fragancia moderada a ninguna. Rosa de diámetro grande de 4.5". La flor doble de 17 a 25 pétalos, generalmente flor solitaria, globular, forma de floración abierta. 
Florece en oleadas a lo largo de la temporada. Primavera o verano son las épocas de máxima floración, si se le hacen podas más tarde tiene después floraciones dispersas.

## Origen
El cultivar fue desarrollado en Francia por el prolífico rosalista francés Joseph Pernet-Ducher en 1890. 'Madame Caroline Testout' es una rosa híbrida tetraploide con ascendentes parentales de 'Madame de Tartas' x 'Lady Mary Fitzwilliam'.
El obtentor fue registrado bajo el nombre cultivar de 'Madame Caroline Testout'® por Joseph Pernet-Ducher en 1890 y se le dio el nombre comercial de exhibición 'Madame Caroline Testout'™.
También se la conoce por los sinónimos de 'Caroline Testout' y 'Mme Caroline Testout'.
- La rosa fue conseguida por Joseph Pernet-Ducher en Francia antes de 1890 e introducida en el resto de Francia en 1890 como 'Madame Caroline Testout'.[1]

## Cultivo
Aunque las plantas están generalmente libres de enfermedades, es posible que sufran de punto negro en climas más húmedos o en situaciones donde la circulación de aire es limitada.
Las plantas toleran la sombra, a pesar de que se desarrollan mejor a pleno sol. En América del Norte son capaces de ser cultivadas en USDA Hardiness Zones 7b a más cálido. La resistencia y la popularidad de la variedad han visto generalizado su uso en cultivos en todo el mundo.
Puede ser utilizado para las flores cortadas, jardín o columnas. Vigorosa. En la poda de Primavera es conveniente retirar las cañas viejas y madera muerta o enferma y recortar cañas que se cruzan. En climas más cálidos, recortar las cañas que quedan en alrededor de un tercio. En las zonas más frías, probablemente hay que podar un poco más que eso. Requiere protección contra la congelación de las heladas invernales.

## Obtentoresyvariedadesderivadas
Debido a las características deseables de la rosa 'Madame Caroline Testout', se ha utilizado como ascendente parental en cruces con otras variedades para la obtención de obtentores de nuevas rosas, así:

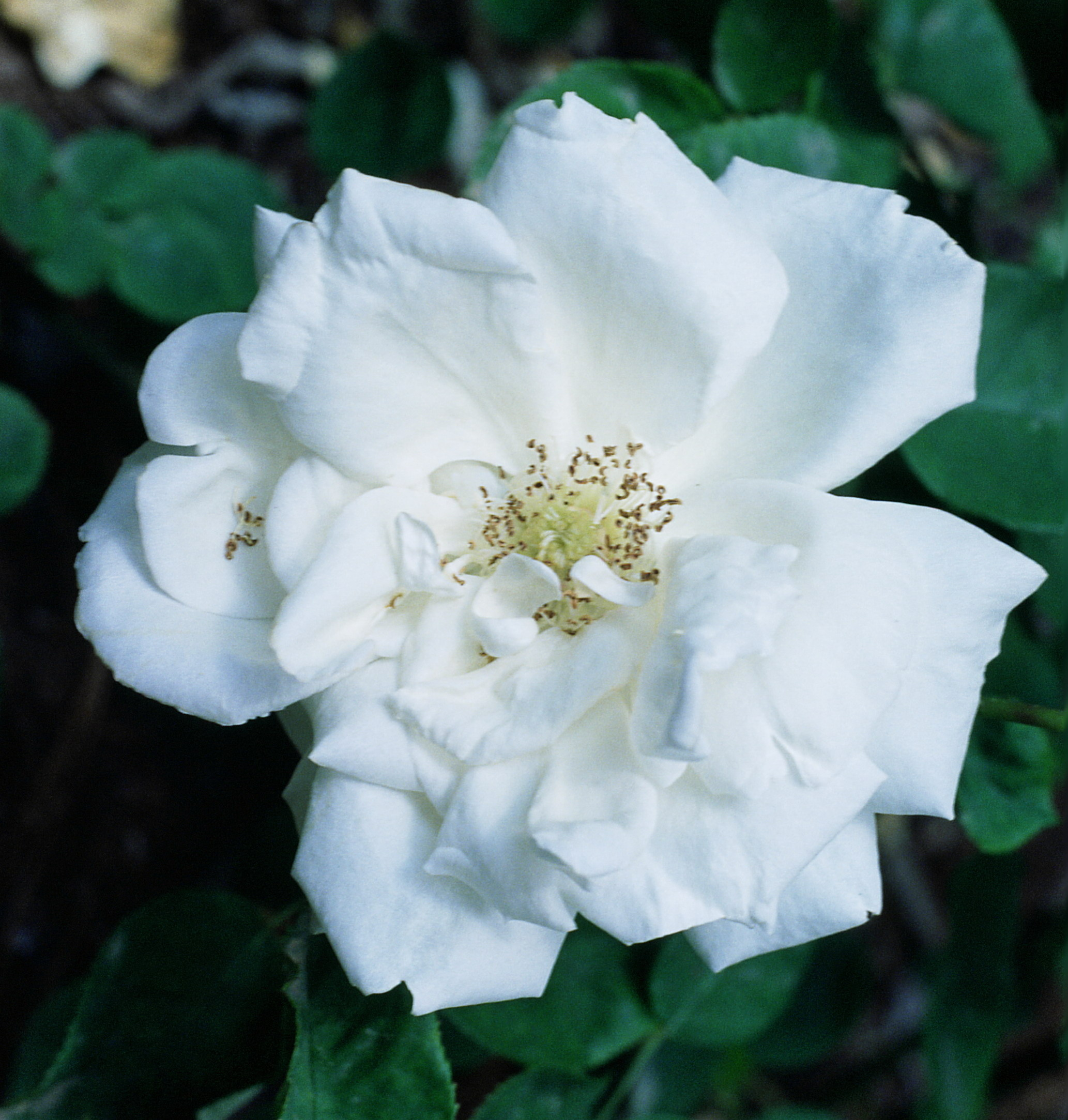
'Frau Karl Druschki', Lambert 1901 'Merveille de Lyon' × 'Madame Caroline Testout'
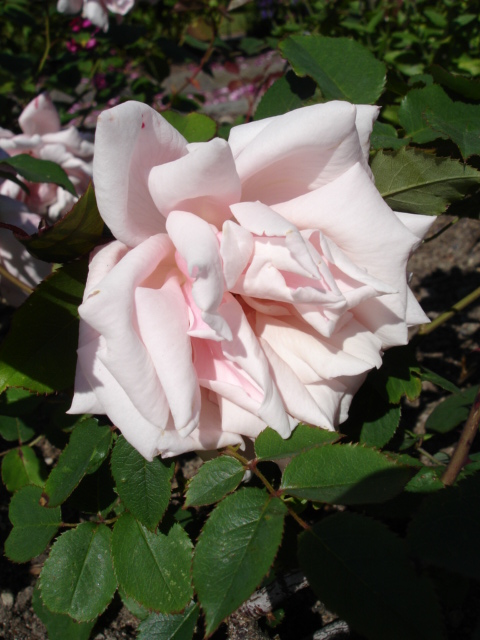
'Madame Léon Pain', Guillot 1904 'Madame Caroline Testout' × Souvenir de Catherine Guillot
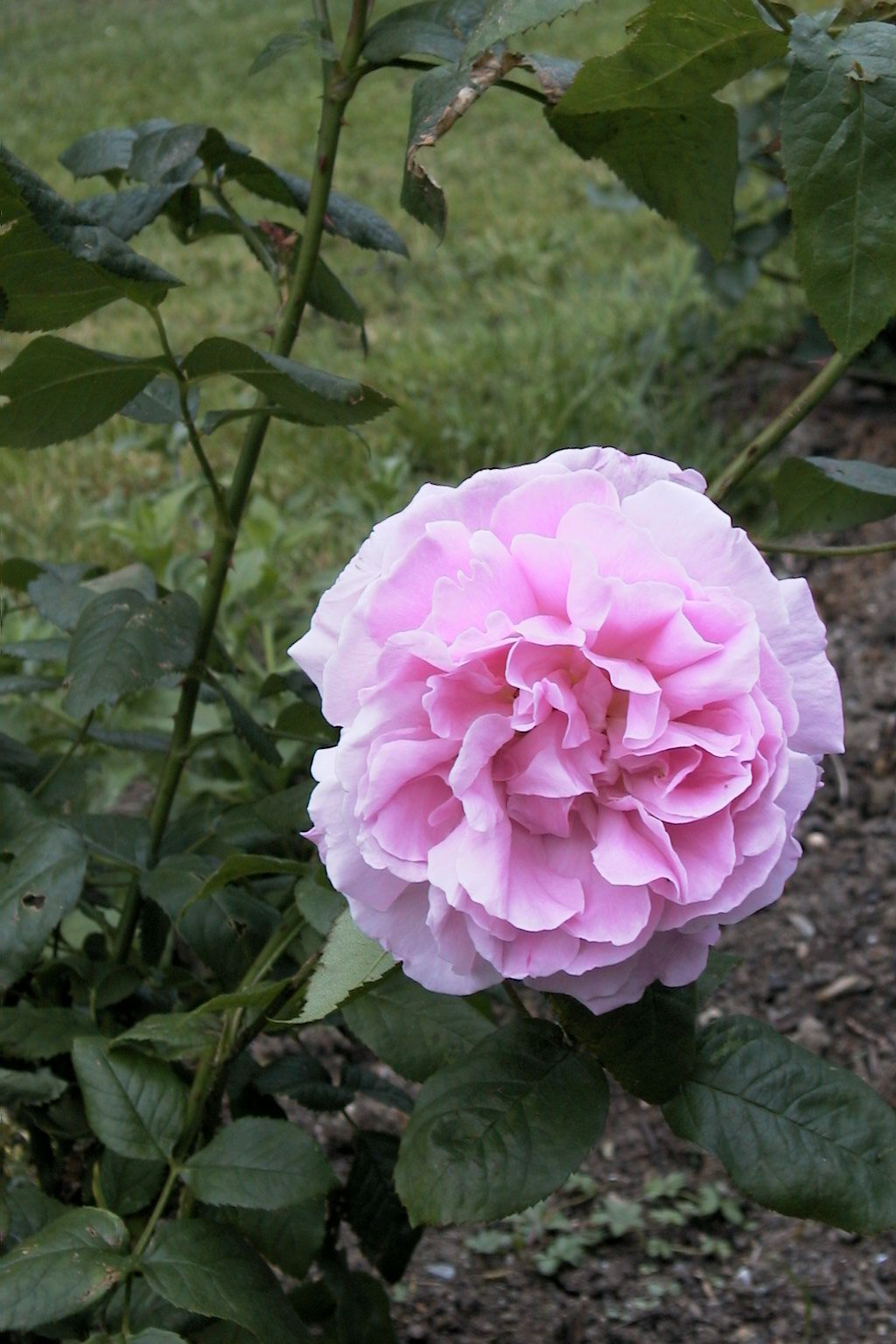
'Wife of Bath', Austin 1969 semillas: 'Madame Caroline Testout'; polen: 'Ma Perkins' × 'Constance Spry'